# ズーラシアンブラス
ズーラシアンブラスは、よこはま動物園ズーラシアのマスコットキャラクターとして、園内で演奏を始めた金管五重奏の楽団。指揮者も含め全員が、ズーラシアで飼育されている希少動物に扮している。『音楽の絵本〜親子のためのクラシックコンサート』と題した演奏会を行う際は、会場の規模等にあわせて弦楽器、打楽器、ピアノなどが加わった様々な編成をとる。

## 沿革
- 2000年 - よこはま動物園ズーラシア1周年を記念して結成、園内で演奏を始める
- 2001年 - 『音楽の絵本コンサート』初公演（八王子市、南大沢文化会館）
- 2010年 - 4月、ズーラシアンブラスデビュー10周年・プレミアムコンサート開催[1]

- 5月、東京交響楽団との共演「0歳からのオーケストラ〜ズーラシアン・ブラスmeets東京交響楽団」により、ひまわり褒章2010（団体賞）受賞
- 2011年 - 第5回キッズデザイン賞最優秀賞 フューチャーアクション賞(経済産業大臣賞)受賞[3]
- 2015年 - 結成15周年を記念し、ズーラシアンウィンドオーケストラ（大編成吹奏楽）デビュー
- 2015年11月17日より、MMORPG『大航海時代Online』とのコラボレーション企画で、ズーラシアンブラスが同作品内に登場している[4][5]。
- 2020年8月26日、所沢ミューズとパートナーシップ《グリーン・アース・ファンタジー》宣言[6]。

## 特徴
男性（キャラクター）の演奏者は通常のクラシックコンサートと同様に黒のタキシード、女性（キャラクター）は華やかなドレスを着用しているが、全員が動物のかぶり物をしている。児童劇やキャラクターショーの側面も持つが、子どもによっては逆に大きな動物（着ぐるみ）を怖がり逃げ出してしまう場合もある。かぶり物のおかげで演奏者は大胆な演技が可能となり、また、複数の演奏者（中の人）が分担出演できるため公演日程を組みやすいという利点もある。オフィシャルサイトには目立たない場所に「音楽の絵本　制作スタッフ」として、すべての演奏者の氏名、最終学歴、受賞歴、現在の所属などが記載されている。
多くの公演で0歳から入場可能で、客席の照明も完全には落とさない。周囲に迷惑となるほど泣き止まない場合の途中退出やオムツ交換、座っていられない子どもが歩き出すこと、などを想定している。パイプオルガンの入った公演や、お友達プレーヤー公演（中の人がかぶり物をしない通常コンサート）など一部の公演では、4歳以上可、未就学児不可、といった年齢制限を設けている。
子どもの集中力を持続させる工夫もなされており、唯一言葉を発する司会者（かぶり物なし）と指揮者・演奏者の間ではパントマイムが交わされ、演奏中にも見ていて楽しくなる演出がある。客席登場といったサプライズも用意されている。プログラム中には、中盤に敢えて飽きさせる曲も入れてあり、親子がともに楽しめるコンサートをめざしている。
演奏曲はクラシックの名曲が中心ではあるが、童謡、アニメ曲、ディズニー曲、マンボなどラテン曲も独自のアレンジを加えている。楽譜も販売されており、アマチュア・オーケストラ、サークル、小中高校の部活動などで活用されている。

## 編成
ズーラシアンブラス プロフィールより
- 指揮者 - オカピ
- ズーラシアンブラス（金管五重奏） - インドライオン（1stトランペット）、ドゥクラングール（2ndトランペット）、マレーバク（ホルン）、スマトラトラ（トロンボーン）、ホッキョクグマ（チューバ）。ズーラシア園内演奏以外はゴールデンターキン（トランペット）が加わるが、公演ポスターや各種宣材には登場しない場合も多い「幻のメンバー」[8]
- 弦うさぎ（つるうさぎ）（弦楽四重奏）(TU) - うさぎの四姉妹。メグ（1stヴァイオリン・長女）、エイミー（2ndヴァイオリン・四女）、ベス（ヴィオラ・三女）、ジョー（チェロ・次女）。ヴィオラのベスは編成によりピアノを演奏。
- ことふえパピヨン - 2004年3月デビューのデュオ。ヒメタテハ（フルート）、ルリタテハ（ハープ）
- サキソフォックス（サックス四重奏） - 四つ子のきつね。ラトゥール（ソプラノ、アルト）、ラフィット（アルト）、マルゴー（テナー）、ムートン（バリトン）
- クラリキャット（クラリネット四重奏） - 四人のねこ。メリッサ（1st）、ローズマリー（2nd）、ベルガモット（3rd）、ペパーミント（バスクラリネット）
- ズーラシアンフィルハーモニー管弦楽団（オーケストラ）(ZPO) - 2011年8月デビュー、40名。上記に加えて

毛並みの豊かで白いスーツの白ウサギ オルコット（コンサートマスター）、白うさぎたち（ヴァイオリン）、グレーうさぎたち（ヴィオラ）、茶うさぎたち（チェロ）、黒うさぎのジョン＆ローリー（コントラバス）
黒ヤギさん（バスーン）、白ヤギさん（オーボエ）
ゴールデンターキン（トランペット)、オセロット（ユーフォニアム、トロンボーン）、カズンバク（2nd ホルン）
のちにホルンが4管になり、2nd・いとこのカズンバク、3rd・おじのアンクルバク、4th・おじいちゃんのグランパバク
ドール（ドラム）、リトル・シスター・ドール（ティンパニ）、たたきのトリさん(パーカッション)
- ズーラシアンウインドアンサンブル（小編成吹奏楽団）(ZWE)   - 2008年9月デビュー。ズーラシアンブラス＋クラリキャット＋サキソフォックス＋ことふえパピヨン
- ズーラシアンウッドウィンズ（木管五重奏）(ZWW)  - ヒメタテハ（フルート）、白ヤギさん（オーボエ）、メリッサ（クラリネット）、黒ヤギさん（ファゴット）、カズンバク（ホルン）
- ズーラシアンウィンドオーケストラ（大編成吹奏楽団）- 2015年7月デビュー、32名。ズーラシアンフィルハーモニー管弦楽団から弦楽器を除き、クラリネットとフルートを増員し、下記を加えた編成

アムールヒョウ（2ndトロンボーン）、雲豹（ウンピョウ）（バストロンボーン）
- ホワイトライオン（トランペット） - 2016年8月デビュー、ジルベスター音楽祭2016に初出演
- オルガンオウル（パイプオルガン） - 「with パイプオルガン」「ジルベスター音楽祭」公演のみ登場
- メガネグマ（テューバ） - 2018年7月『ズーラシアン吹奏楽部！』公演でデビュー
- コビトカバ（指揮） - 2019年11月ズーラシアンフィルハーモニー管弦楽団　秋の芸術でデビュー
- ナマケモノ（トライアングル、パーカッション） - ディズニー映画『ズートピア』「トライ・エヴリシング」で登場
- はたらくトリさん（ステージマネージャー） - カラフルな鳥。転換、譜面の交換などを2〜4人で行う。
- たたきのトリさん（マリンバ、パーカッション） - はたらくトリの進化形で、頭の羽飾りが特徴。 2012年ジルベスター音楽祭でデビュー。

## 音楽の絵本
詳細は公式サイト内の「音楽の絵本とは…」を参照。

クラシック音楽における絵本のような役割を果たしたい、と考え制作された、親子のための本格的クラシックコンサート。0歳から入場でき、3歳未満の席を要しない子どもは入場無料のことが多い（公演により異なる）。
株式会社スーパー・キッズの登録商標。
「ズーラシアンブラス」には指揮者とドラムが含まれ、最大編成は9名（指揮者＋金管五重奏＋トランペット＋ユーフォニアム＋ホルン）で、7名（指揮者＋金管五重奏＋トランペット）、7名（指揮者＋金管五重奏＋ドラム）、6名（指揮者＋金管五重奏）、2名（指揮者＋トランペット）のバリエーションがある。

### クラシック系
- 基本構成 - ズーラシアンブラス（金管五重奏＋トランペット）＋弦うさぎ（弦楽四重奏）
- ズーラシアンフィルハーモニー管弦楽団 - 上述（40名）
- フェスティバル - ズーラシアンブラス（金管五重奏＋トランペット＋ユーフォニアム＋ホルン）＋ドール（ドラム）＋弦うさぎ（弦楽四重奏）＋ことふえパピヨン（フルート＋ハープ）＋サキソフォックス（サックス四重奏）＋クラリキャット（クラリネット四重奏）
- エレガンス - ズーラシアンブラス（金管五重奏）＋弦うさぎ（バイオリン、ピアノ）
- プレミアム - ズーラシアンブラス（金管五重奏＋トランペット）＋弦うさぎ（弦楽四重奏）＋ことふえパピヨン（フルート＋ハープ）
- 吹奏楽 - ズーラシアンブラス（金管五重奏＋トランペット＋ユーフォニアム＋ホルン）＋ドール（ドラム）＋サキソフォックス（サックス四重奏）＋クラリキャット（クラリネット四重奏）＋ことふえパピヨン（フルート＋ハープ）
- ダブルクインテット - ズーラシアンブラス（金管五重奏＋トランペット）＋ズーラシアンウッドウインズ（木管五重奏）＋弦うさぎ（ピアノ）
- ブリランテ - ズーラシアンブラス（金管五重奏＋トランペット）＋サキソフォックス（サックス四重奏）
- ロマネスク - ズーラシアンブラス（トランペット）＋サキソフォックス（サックス四重奏）＋弦うさぎ（弦楽四重奏＋ピアノ）
- フェアリーテール - サキソフォックス（サックス四重奏）＋弦うさぎ（弦楽四重奏）＋ことふえパピヨン（フルート＋ハープ）
- ダンディズム - ズーラシアンブラス（金管五重奏）＋サキソフォックス＋弦うさぎ（ピアノ）

### ジャズ・ポップス系
- クールブラス  - 弦楽器を含まない大編成。ズーラシアンブラス（金管五重奏＋トランペット＋ユーフォニアム＋ホルン）＋サキソフォックス（サックス四重奏）＋ドール（ドラム）＋弦うさぎ（ピアノ）
- アミーゴ - ズーラシアンブラス（金管五重奏）＋サキソフォックス＋ドール（ドラム）＋弦うさぎ（ピアノ）＋ことふえパピヨン（フルート）。通常のクラシックコンサートの衣装とは異なり、華やかなラテンの衣装でラテン音楽を中心に演奏するコンサート。
- JIVE  - ズーラシアンブラス（金管五重奏）＋サキソフォックス＋ドール（ドラム）＋弦うさぎ（ピアノ）。にぎやかなジャイブバージョンを中心に演奏する公演。

## 共演
- 東京交響楽団（2007年～）
- 津堅直弘（2009年） - NHK交響楽団首席トランペット奏者（当時）
- 中川喜弘（2009年） - ジャズトランペット奏者、中川モデルマウスピース[9]作者。

## 主な公演会場

### 大規模コンサートホール
東京オペラシティコンサートホール（2006年～オペラシティの夏祭りアーツシャワー）、オーチャードホール（2012年～）、サントリーホール、東京芸術劇場コンサートホール、東京文化会館

### 地方都市コンサートホール
所沢市民文化センター ミューズ（2012年～ズーラシアンブラスジルベスター音楽祭）、ミューザ川崎シンフォニーホール、グリーンホール相模大野、神奈川県民ホール、愛知県芸術劇場、パルテノン多摩、府中の森芸術劇場、江戸川区総合文化センター、など

### ライブハウス
スイート・ベイジル、STB139（2009年）

### 海外
マカオカルチャーセンター（マカオ、2011年1月）、新舞台(NOVEL HALL)（台湾、2013年4月）

## ファンクラブ
ズーラシアンブラスファンクラブは、2010年4月発足の入会金・会費無料のファンクラブ。チケットの優先予約、会員限定コンサートへの参加ができる。年に一度会報が発行されている。
2012年7月、ゴールド会員発足。ズーラシアンブラスファンクラブの一般会員が、申込書にズーラシアンブラスまたは仲間のCD・DVDの7枚分（すべて異なるCDまたはDVD）のバーコードを添えて申し込むと入会可能（大人のみ対象。Kids会員は申込不可）。一般会員同様に入会金・会費は無料。シリアルナンバー入りオカピの金の徽章が送られ、ゴールド会員限定コンサートへの参加、割引価格でのグッズ購入、記念撮影権などの特典がある。

## 代表曲
- トドラー・ファンファーレ - 専属作曲家・石川亮太による完全オリジナル曲。金管五重奏またはオーケストラ編成。
- 森のくまさん○○に出会ったシリーズ - 童謡・森のくまさんと各作曲家チャイコ、スーザ、ショパンの名曲メドレーが融合したオリジナル曲。
- どんぐりころころ〜オケにはまってさあ大変！〜 - 童謡・どんぐりころころに運命、展覧会の絵、ハンガリー舞曲5番、四季より「春」、カノン、大序曲1812年、威風堂々第一番、カルメン前奏曲が加わった盛りだくさんの編曲。
- 闘牛士のマンボ - トランペットソロ曲。客席を巻き込んだ演出で、コンサート終盤を盛り上げる。
- マンボNo.5 - サックス四重奏。サキソフォックスの代表曲で、踊りが合わず曲がなかなか先に進まない寸劇とともに披露される。
- やぎさんゆうびん - 木管五重奏。ズーラシアンウッドウィンズの代表曲。
- かもめの水兵サンバ - 童謡・かもめの水兵さんをベースにしたサンバ。ステージでは、司会者・指揮者とともに楽しく踊る。
- トライ・エヴリシング -  Disney『ズートピア』主題歌のズーラシアン・フィルバージョン。サントラ盤の日本語版ボーナス・トラックとして収録され、映画の日本語吹き替え版2ndエンドクレジットで流れる [10]。

## CD/DVD
楽譜品番との対応は公式サイト内の「株式会社スーパーキッズレコード　CD収録曲楽譜」を参照。

### ズーラシアンブラス
- アニメる（2004/11/5）
- ZOORASIANBRASSISM（2005/8/12）
- くらしっくすいっちょん（2006/9/22）（2012/6/6）
- ズーラシネマ（2007/8/10）
- やじおのパツラ（2008/7/30）
- みんなのはらっぱ（2009/7/30）
- JIVE（CD & DVD）（2010/7/30）
- Gag Brass（CD & DVD）（2011/7/27）
- ブラス★サンタ（2012/11/7）
- Trumpet Love letter（2013/2/13） - インドライオン（ズーラシアンブラス）
- ステップ!クラップ!ダンス!!（CD & DVD）（2013/7/3）
- Gold Rush!（2014/7/23）
- THE BACKPACKER! ～旅するズーラシアンブラス～（2015/10/7）
- たてがみの騎士（2016/8/31）
- ジャパニーZOO（2017/8/16）
- ズーラシアンブラス結成20周年記念アニバム「ブラス・アドベンチャー」（2020/4/8）
- ママさんブラスといっしょ!（2009/1/20） - ズーラシアンブラス with はまぴよ隊
- ママさんブラスといっしょ！2～童謡偉人伝～（2011/11/2） - ズーラシアンブラス with ママさんブラスnara

### 各ユニット
ズーラシアンフィルハーモニー管弦楽団
- シンフォニック童謡（CD & DVD）（2012/7/4）
- ベートーヴェンにこっつんこ〜シンフォニック童謡2〜（CD & DVD）（2014/11/5）
- オーケストラ物語（CD & DVD）（2018/8/1）

ズーラシアンウインドアンサンブル
- 吹奏楽はじめました（2008/11/10）
- 本日のオススメ吹奏楽（CD & DVD）（2010/1/20）
- ズーラシアン吹奏楽部！（CD & DVD）（2015/7/29）
- 森のメリーゴーランド（2013/4/17）

サキソフォックス
- サキソフォックスのお気にいり（2009/9/10）
- サキソフォックスのとっておき（2011/10/12）
- サキソフォックスのおまちかね（2014/5/28）

室内管弦楽ソロ・ユニット
- Moon of the Dream（2003/9/11） - ことふえパピヨン
- ベスのピアノ物語（CD & DVD）（2016/6/15） - 弦うさぎ ベス
- お花畑の音楽会（2010/10/6）- クラリキャット＆ことふえパピヨン
- 弦うさぎのティーパーティ（2019/7/31） - 弦うさぎ